# Dr. Alban
Alban Uzoma Nwapa (Oguta, 26 de agosto de 1957), conhecido pelo seu nome artístico Dr. Alban, é um músico sueco nascido na Nigéria. Possui sua própria gravadora, a Dr Records, e seu estilo musical é melhor descrito como o eurodance/reggae/hip hop com um estilo dancehall. É especialmente conhecido pelo hit de 1992 "It's My Life". Dr. Alban é considerado o nascedouro, o unicórnio sueco e da Estônia (principalmente da parte de Pärnu). O sueco Dr. Alban está casado há muitos anos com a médica sueca Drª Katrine Hermansson, de Estocolmo, com quem teve duas filhas suecas. 

## Discografia

### Álbuns de estúdio
| Ano  | Detalhes | Posições | Posições  | Posições  | Posições | Posições | Posições | Posições | Certificações                                        |
| Ano  | Detalhes | Suécia   | Austrália | Finlândia | Alemanha | Holanda  | Noruega  | Suiça    | Certificações                                        |
| ---- | --- | -------- | --------- | --------- | -------- | -------- | -------- | -------- | ---------------------------------------------------- |
| 1991 | Hello Afrika - Lançamento: 18 de fevereiro de 1991 - Gravadora: Ariola Records - Formato: LP, CD, cassete           | 6        | 2         | 3         | 11       | —        | —        | 8        | - Áustria: Ouro - Alemanha: Ouro - Suiça: Ouro       |
| 1992 | One Love - Lançamento: 4 de maio de 1992 - Gravadora: Logic Records - Formato: LP, CD, cassete                      | 15       | 1         | 1         | 6        | —        | 15       | 3        | - Áustria: Platina - Alemanha: Ouro - Suiça: Platina |
| 1994 | Look Who's Talking! - Lançamento: 25 de março de 1994 - Gravadora: Cherion Records - Formato: LP, CD, cassete       | 11       | 7         | 1         | 7        | 28       | 13       | 8        | - Suécia: Ouro                                       |
| 1996 | Born in Africa - Lançamento: 9 de abril de 1996 - Gravadora: Ariola Records - Formato: LP, CD, cassete              | 37       | 41        | 12        | 52       | —        | —        | 37       |                                                      |
| 1997 | The Very Best Of 1990-1997 - Lançamento: 30 de junho de 1997 - Gravadora: Ariola Records - Formato: LP, CD, cassete | 38       | 38        | —         | 66       | —        | —        | —        |                                                      |
| 1997 | I Believe - Lançamento: 1 de outubro de 1997 - Gravadora: Metrovynil (EAMS Lesser) - Formato: LP, CD, cassete       | 27       | 41        | 30        | —        | —        | —        | —        |                                                      |
| 2001 | Prescription - Lançamento: 26 de novembro de 2001 - Gravadora: Rough Trade - Formato: CD, cassete                   | —        | —         | —         | —        | —        | —        | —        |                                                      |
| 2008 | Back to Basics - Lançamento: 13 de novembro de 2008 - Gravadora: Haring Records - Formato: Download digital, CD     | —        | —         | —         | —        | —        | —        | —        |                                                      |

### Singles
| Ano  | Single                                          | Posições | Posições | Posições  | Posições | Posições | Posições | Posições | Posições    | Certificações                                       | Álbum                 |
| Ano  | Single                                          | Suécia   | Áustria  | Finlândia | Alemanha | Holanda  | Noruega  | Suíça    | Reino Unido | Certificações                                       | Álbum                 |
| ---- | ----------------------------------------------- | -------- | -------- | --------- | -------- | -------- | -------- | -------- | ----------- | --------------------------------------------------- | --------------------- |
| 1990 | "Hello Afrika" (feat. Leila K.)                 | 7        | 1        | —         | 2        | 25       | —        | —        | —           | - Suécia: Ouro                                      | Hello Afrika          |
| 1990 | "No Coke"                                       | 1        | 2        | —         | 3        | 7        | 6        | 3        | —           | - Suécia: Platina                                   | Hello Afrika          |
| 1991 | "U & Mi"                                        | 20       | 11       | —         | 14       | —        | —        | 9        | —           |                                                     | Hello Afrika          |
| 1991 | "(Sing Shi-Wo-Wo) Stop The Pollution"           | 36       | 16       | —         | —        | —        | —        | 13       | —           |                                                     |                       |
| 1992 | "It's My Life"                                  | 1        | 1        | —         | 1        | 1        | 2        | 2        | 2           | - Áustria: Ouro - Alemanha: Platina - NVPI: Platina | One Love              |
| 1992 | "One Love"                                      | 19       | 9        | —         | 7        | 14       | 10       | 11       | 45          |                                                     | One Love              |
| 1993 | "Sing Hallelujah"                               | 6        | 7        | —         | 4        | 6        | 8        | 4        | 16          | - Alemanha: Platina                                 | One Love              |
| 1994 | "Look Who's Talking"                            | 2        | 3        | 1         | 3        | 4        | 4        | 6        | 55          |                                                     | Look Who's Talking!   |
| 1994 | "Away From Home"                                | 24       | 12       | —         | 25       | 45       | —        | 26       | 42          |                                                     | Look Who's Talking!   |
| 1994 | "Let the Beat Go On"                            | 17       | 23       | —         | 18       | 19       | —        | —        | —           |                                                     | Look Who's Talking!   |
| 1995 | "Sweet Dreams" (feat. Swing)                    | 12       | —        | —         | —        | 44       | —        | —        | 59          |                                                     | -                     |
| 1995 | "This Time I'm Free"                            | 3        | 23       | 1         | 27       | 35       | 11       | 32       | —           |                                                     | Born in Africa        |
| 1996 | "Born in Africa"                                | 11       | 31       | 1         | —        | —        | —        | 47       | —           |                                                     | Born in Africa        |
| 1996 | "Hallelujah Day"                                | 30       | 35       | 12        | —        | —        | —        | —        | —           |                                                     | Born in Africa        |
| 1997 | "It's My Life '97" (feat. Sash!)                | —        | —        | 18        | —        | —        | —        | —        | —           |                                                     | The Best of 1990-1997 |
| 1997 | "Guess Who's Coming to Dinner"                  | 6        | —        | —         | —        | —        | —        | —        | —           |                                                     | I Believe             |
| 1997 | "Mr. DJ"                                        | —        | 21       | 8         | 70       | —        | —        | —        | —           |                                                     | I Believe             |
| 1997 | "Long Time Ago"                                 | 55       | —        | 15        | —        | —        | —        | —        | —           |                                                     | I Believe             |
| 1998 | "Papaya Coconut" (feat. Kikki Danielsson)       | 22       | —        | —         | —        | —        | —        | —        | —           |                                                     | -                     |
| 1999 | "Colour the World" (Sash! feat. Dr. Alban)      | 54       | —        | —         | 39       | 69       | —        | 39       | 15          |                                                     | -                     |
| 2000 | "What Do I Do"                                  | 43       | —        | —         | —        | —        | —        | —        | —           |                                                     | Prescription          |
| 2002 | "Because of You"                                | —        | —        | —         | —        | —        | —        | —        | —           |                                                     | Prescription          |
| 2003 | "Work Work"                                     | 13       | —        | 19        | —        | —        | —        | —        | —           |                                                     | -                     |
| 2005 | "Sing Hallelujah 2005" (Yamboo feat. Dr. Alban) | —        | —        | 12        | —        | —        | —        | —        | —           |                                                     | -                     |
| 2006 | "Chiki Chiki" (Starclub feat. Dr. Alban)        | —        | —        | —         | —        | —        | —        | —        | —           |                                                     | -                     |
| 2008 | "Habibi" (Melissa feat. Dr. Alban)              | —        | —        | —         | —        | —        | —        | —        | —           |                                                     | Back to Basics        |
| 2008 | "I Love The 90's" (Dr. Alban feat. Haddaway)    | —        | —        | —         | —        | —        | —        | —        | —           |                                                     | -                     |
| 2012 | "Freedom"                                       | —        | —        | —         | —        | —        | —        | —        | —           |                                                     | -                     |